# Energía fantasma
Energía fantasma es una forma hipotética de energía oscura caracterizada por tener un valor del parámetro {\displaystyle \ w(\rho )<-1\ } ecuación de estado dada por:

{\displaystyle {\frac {P(\rho )}{\rho c^{2}}}=w(\rho )}

siendo {\displaystyle P} la presión y {\displaystyle w(\rho )} un escalar . Si se comprueba su existencia, esta clase de energía causaría que la expansión del universo acelerara tan rápidamente que el Big Rip ocurriría, destruyendo el universo en su totalidad. 
Si la teoría es correcta, debido a que la energía fantasma se encontraría en todas partes, ésta aumentaría en intensidad de forma exponencial. Finalmente, la energía fantasma tendría un efecto tan fuerte que las fuerzas atractivas dentro de los átomos no lograrían contrarrestar su efecto y los propios átomos serían destruidos debido a la enorme fuerza expansiva que trata de separar sus componentes. Este proceso se repetiría, destruyendo toda la materia incluida en el universo, en un evento conocido como el Big Rip.